# 木崎駅
木崎駅（きざきえき）は、群馬県太田市新田木崎町にある東武鉄道伊勢崎線の駅である。駅番号はTI 20。
なお、ここでは当駅より分岐していた「徳川河岸線」についても記述する。

## 歴史
当初は、現在地より約400 mから約500 mほど北側の日光例幣使街道の宿場町木崎宿のあった木崎町内の松林に開設される予定であったが、尾島町の強い要望を受けて当時の木崎町と尾島町の境界線付近に設置された。

### 年表
- 1910年（明治43年）3月27日 - 東武伊勢崎線の太田駅から新伊勢崎駅まで開通と同時に開業[3][5]間が開通し、開業[6]。
- 1925年（大正14年）11月27日 - 当駅 - （貨）徳川河岸間に徳川河岸線開業[7]。
- 1927年（昭和2年）10月1日 - 東武伊勢崎線の館林駅 - 伊勢崎駅間電化[8]。
- 1968年（昭和43年）6月11日 - 徳川河岸線廃止[9]。
- 1984年（昭和59年）2月1日 - 貨物取扱廃止[要出典]。
- 2006年（平成18年）3月18日 - 太田 - 伊勢崎間のワンマン運転開始[10]。これにより太田駅以南から乗り入れる一般列車は廃止された[要出典]。
- 2013年（平成25年）3月16日 - ダイヤ改正により一般列車の太田駅以南への乗り入れが再度設定され館林駅までの運用となった。

## 駅構造

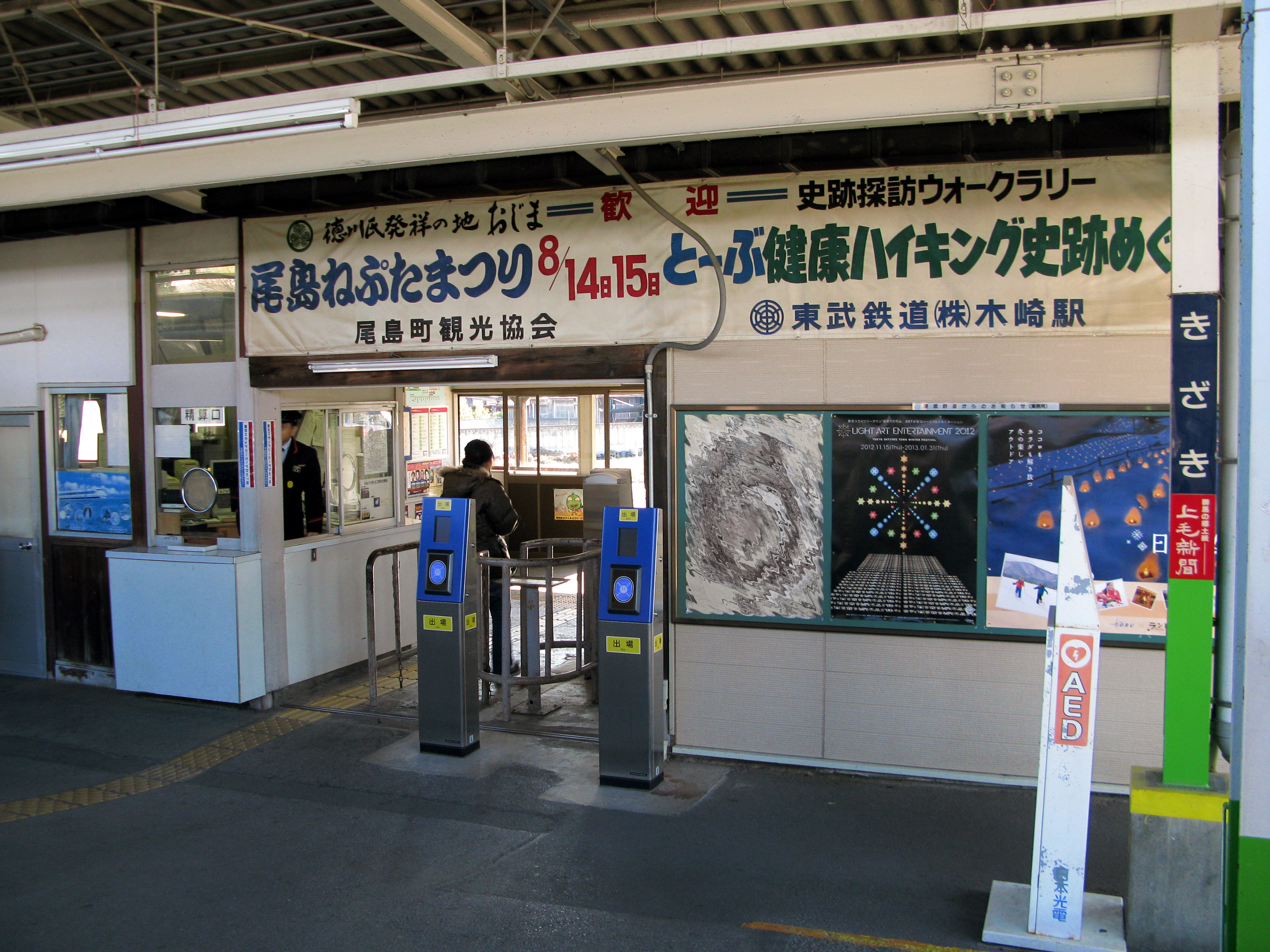
改札口（2012年12月）

相対式ホーム2面2線を有する地上駅である。有人駅。木造駅舎を有する。
木造駅舎は開業時に建設されたもので、伊勢崎方面ホーム側にある各ホーム間は構内踏切で連絡している。2006年（平成18年）3月に構内踏切が設置されるまでは、列車接近時に駅員2名が通行整理を行っていた。各ホーム間の通路とホームとの間には階段のほか、スロープも設置されている。また2番線から直接、駅北側に出られる通路が存在するが、2番線ホーム上にあるICカード専用の簡易改札機を除いて、改札設備は設けられていない。トイレは伊勢崎方面ホーム側に設置されており、かつては汲み取り式であったが、2012年頃に
男女別の水洗式の新しいトイレとなった。。かつては上下線の間に中線があったが、現在は撤去されている。

### のりば
| 番線 | 路線     | 方向 | 行先                                                                                 |
| ---- | -------- | ---- | ------------------------------------------------------------------------------------ |
| 1    | 伊勢崎線 | 上り | 太田・足利市・館林・ 東武スカイツリーライン 北千住・とうきょうスカイツリー・浅草方面 |
| 2    | 伊勢崎線 | 下り | 伊勢崎方面                                                                           |

## 利用状況
2024年度の1日平均乗降人員は2,308人である。
近年の1日平均乗降人員の推移は下表の通り。
| 年度               | 1日平均 乗降人員 | 出典       |
| ------------------ | ---------------- | ---------- |
| 2000年（平成12年） | 2,595            |            |
| 2001年（平成13年） | 2,351            |            |
| 2002年（平成14年） | 2,283            |            |
| 2003年（平成15年） | 2,262            |            |
| 2004年（平成16年） | 2,261            |            |
| 2005年（平成17年） | 2,279            |            |
| 2006年（平成18年） | 2,251            |            |
| 2007年（平成19年） | 2,343            |            |
| 2008年（平成20年） | 2,462            |            |
| 2009年（平成21年） | 2,431            |            |
| 2010年（平成22年） | 2,449            |            |
| 2011年（平成23年） | 2,447            |            |
| 2012年（平成24年） | 2,484            |            |
| 2013年（平成25年） | 2,556            |            |
| 2014年（平成26年） | 2,473            |            |
| 2015年（平成27年） | 2,513            |            |
| 2016年（平成28年） | 2,520            |            |
| 2017年（平成29年） | 2,565            |            |
| 2018年（平成30年） | 2,511            |            |
| 2019年（令和元年） | 2,470            |            |
| 2020年（令和02年） | 1,863            | [ 東武 3 ] |
| 2021年（令和03年） | 2,137            | [ 東武 4 ] |
| 2022年（令和04年） | 2,183            | [ 東武 5 ] |
| 2023年（令和05年） | 2,247            | [ 東武 6 ] |
| 2024年（令和06年） | 2,308            | [ 東武 1 ] |

## 駅周辺
- 太田市役所尾島庁舎（旧・尾島町役場）
- 太田市役所木崎行政センター
- 太田市役所尾島行政センター
- 太田市尾島体育館
- 中央消防署宝泉出張所
- 尾島郵便局
- 群馬県立太田フレックス高等学校
- サッポロビール群馬工場
- 太田市立木崎中学校
- とりせん 下田島店
- ベイシア尾島店

## 隣の駅
東武鉄道
 伊勢崎線
- ■特急「りょうもう」・■特急「リバティりょうもう」停車駅

■普通
細谷駅 (TI 19) - 木崎駅 (TI 20) - 世良田駅 (TI 21)

### かつて存在した路線
東武鉄道
徳川河岸線
木崎駅 - （貨）徳川河岸駅

## 東武徳川河岸線
徳川河岸線（とくがわがしせん）は、かつて群馬県新田郡木崎町および同郡尾島町（いずれも現・太田市）にあった東武鉄道の貨物線である。利根川で採取された砂利運搬用に敷設された貨物専用の路線であった。

### 路線データ
- 管轄：東武鉄道
- 路線距離：木崎 - 徳川河岸（平塚河岸）間 3.2 km[8]
- 軌間：1,067 mm
- 駅数：2駅（起終点含む、平塚河岸駅を含めると3駅）
- 複線区間：なし（全線単線）
- 電化区間：全線（直流1,500 V）

### 歴史
- 1925年（大正14年）
  - 7月8日 - 貨物専用（動力：蒸気）の鉄道免許状下付（群馬県新田郡木崎町-同県同郡世良田村（後・尾島町）間）[13][12]。
  - 11月27日 - 開業[12][14][15][16]。
- 1965年（昭和40年）9月18日 - 電化[16]。
- 1968年（昭和43年）6月11日 - 廃止[9]。河床低下や法規制強化により、川砂利の採取が困難になったことによる[16]。

### 駅一覧
木崎駅 - （貨）徳川河岸駅 - （貨）平塚河岸駅
なお、徳川河岸 - 平塚河岸間は平塚側線とも呼ばれていたことから、平塚河岸駅は徳川河岸駅の構内側線であった可能性あり。

### 接続路線
- 木崎駅：東武伊勢崎線